# Шауэнбург, Ганнибал фон
Граф Ганнибал фон Шауэнбург (нем. Hannibal von Schauenburg; 1582, Эрлисайм поблизости от Кольмара  — 30 марта 1634, Фрайбург-им-Брайсгау) — австрийский (имперский) фельдмаршал (1632).

## Биография
Выходец из аристократической католической семьи. Комтур Мальтийского ордена (что означало соблюдение целибата). Активно участвовал в Тридцатилетней войне в войсках под командованием Валленштейна и за заслуги был произведён в фельдмаршалы (1632). 
После этого Валленштейн назначил Шауэнбурга комендантом крепости Брайзах. Крепость являлась самым мощным укреплением на юго-западе Священной Римской империи. Она занимала важное положение на Рейне, контролируя пути, связывающие Баден с Эльзасом и Лотарингией, а также служила перевалочной базой для торговцев, прибывавших из Швейцарии.
Летом 1633 года шведские войска осадили Брайзах. Однако, гарнизон крепости, возглавляемый Шауэмбургом, успешно выдержал шведскую осаду. 11 октября 1633 года осада была снята прибывшими имперскими войсками князя Гомеса Суареса де Фигероа численностью 26 000 человек. 
Однако, когда осенью того же года шведы взяли замок Кирххофен и подвергли жестокому разорению местность Эренкирхен, Шауэнбург, затворившийся в Брайзахе, не оказал жителям Эренкирхена необходимой помощи. 
Скончался в 1634 году во Фрайбурге-им-Брайсгау. Что касается Брайзаха, то он был взят протестантами только в 1638 году в результате следующей осады.